# Hirtobrasilianus seabrai
Hirtobrasilianus seabrai är en skalbaggsart som först beskrevs av Lúcia Maria de Campos Fragoso och Tavakilian 1985.  Hirtobrasilianus seabrai ingår i släktet Hirtobrasilianus och familjen långhorningar.
Artens utbredningsområde är Venezuela. Inga underarter finns listade i Catalogue of Life.